# Phalaritica vindex
Phalaritica vindex är en fjärilsart som beskrevs av Edward Meyrick 1913. Phalaritica vindex ingår som enda art i släktet Phalaritica och familjen brokmalar, Momphidae. Inga underarter finns listade i Catalogue of Life.